# Platylister friederichsi
Platylister friederichsi är en skalbaggsart som först beskrevs av Heinrich Bickhardt 1921.  Platylister friederichsi ingår i släktet Platylister och familjen stumpbaggar. Inga underarter finns listade i Catalogue of Life.